# Jayamekar (Jiput)
Jayamekar is een bestuurslaag in het regentschap Pandeglang van de provincie Banten, Indonesië. Jayamekar telt 1546 inwoners (volkstelling 2010).